# Lettret
Lettret é uma comuna francesa na região administrativa da Provença-Alpes-Costa Azul, no departamento de Altos-Alpes. Estende-se por uma área de 4,2 km². Em 2010 a comuna tinha 187 habitantes (densidade: 44,5 hab./km²).